# Xylotrechus insignis
Xylotrechus insignis là một loài bọ cánh cứng trong họ Cerambycidae.